# Explosión de gas en Yinchuan de 2023
El 21 de junio de 2023, 31 personas murieron y siete resultaron heridas en el restaurante de barbacoa Fuyang (en chino: 富洋烧烤店) en el distrito de Xingqing, Yinchuan, Región Autónoma Hui de Ningxia, China, después de que ocurriera una explosión de gas en vísperas de la fiesta del Barco del Dragón.
La explosión fue la más mortífera en China desde 2019, cuando murieron 78 personas en una explosión en una planta química en la provincia oriental de Jiangsu.

## Explosión
Según la emisora estatal Televisión Central de China (CCTV), la explosión se produjo alrededor de las 20:40 hora local en una concurrida calle, tras la fuga de un depósito de gas licuado de petróleo en el interior de la cocina del restaurante. Las autoridades están investigando la causa exacta de la fuga.
CCTV transmitió imágenes que mostraban a más de una docena de bomberos luchando contra el incendio mientras el humo salía de una gran abertura en el frente del restaurante. La calle estaba cubierta de fragmentos de vidrio y otros escombros. El Ministerio de Manejo de Emergencias declaró que se desplegaron en el lugar más de 100 personas y 20 vehículos de los servicios de bomberos y rescate. Un video de la plataforma de redes sociales TikTok mostró a los socorristas con escaleras, intentando llegar a las víctimas que quedaron atrapadas en el segundo piso.

## Damnificados
Al menos 31 personas murieron en la explosión y otras siete resultaron heridas. Las víctimas incluyeron estudiantes de secundaria y jubilados. De los asesinados, muchos murieron por inhalación de humo.

## Secuelas
El gobierno provincial trasladó a 64 familias de complejos residenciales vecinos a hoteles.

## Investigación
Los medios locales informaron que, con base en una investigación inicial del departamento de bomberos, un empleado del restaurante detectó el olor de una fuga de gas aproximadamente una hora antes de la explosión. Posteriormente, el empleado identificó una válvula dañada en un tanque de gas licuado y estaba reemplazándola cuando ocurrió la explosión. Nueve personas, incluido el propietario del restaurante, los accionistas y el personal, fueron retenidos por la policía después de la explosión mientras se ordenaba congelar sus activos financieros.

## Reacciones
El secretario general del Partido Comunista, Xi Jinping, instó a realizar los máximos esfuerzos para brindar atención médica a los heridos. Ordenó un "rescate y tratamiento total de los heridos" y solicitó medidas de seguridad reforzadas.
El 22 de junio de 2023, las autoridades de Yinchuan prometieron iniciar una investigación sobre las industrias relevantes para evitar calamidades similares en el futuro.